# Слобозія (Богіча, Нямц)
Слобозія (рум. Slobozia) — село у повіті Нямц в Румунії. Входить до складу комуни Богіча.
Село розташоване на відстані 302 км на північ від Бухареста, 58 км на схід від П'ятра-Нямца, 37 км на захід від Ясс.

## Населення
За даними перепису населення 2002 року у селі проживали 768 осіб. Усі жителі села рідною мовою назвали румунську.
Національний склад населення села:
| Національність | Кількість осіб | Відсоток |
| -------------- | -------------- | -------- |
| румуни         | 742            | 96,6%    |
| цигани         | 26             | 3,4%     |